# 2994 Flynn
2994 Flynn este un asteroid din centura principală, descoperit pe 14 august 1975.